# Айгырьял
Айгырьял (баш. Айғыръял) — деревня в Белокатайском районе Республики Башкортостан Российской Федерации. Входит в состав Яныбаевского сельсовета.

## География

### Географическое положение
Расстояние до:
- районного центра (Новобелокатай): 10 км,
- центра сельсовета (Яныбаево): 10 км,
- ближайшей ж/д. станции (Ункурда): 40 км.

## Население
| 2002 | 2009 | 2010 |
| ---- | ---- | ---- |
| 203  | ↘192 | ↘188 |